# 笑ってみせてくれ
笑ってみせてくれ（わらってみせてくれ）は、日本オリンピック委員会 (JOC) とのタイアップによる、佐橋佳幸プロデュースのバンドプロジェクト・BAND FOR "SANKA"のデビューシングル（品番はWPCL-10484）。2008年・北京オリンピックに向けた日本選手団の、第三代公式応援曲となった（ちなみに初代は2000年シドニー大会に向けた19の『水・陸・そら、無限大』、二代目は2004年アテネ大会に向けたKOKIAの『夢がチカラ』だった）。

## 概要
北京オリンピックを迎えるに当たって、「音楽のもつパワーで、日本選手団を元気にしたい」というギタリスト・佐橋佳幸の呼びかけにトータス松本と小田和正が呼応して、この曲が制作された。さらに、曲のレコーディングに当たり、佐橋の愛妻である松たか子や藤井フミヤ、平原綾香等の歌手陣や実力派ミュージシャン陣が参集した、まれに見る充実したコラボレーション作品となった。
歌詞は、競技の大舞台に臨む選手たちへの『この瞬間を最高に楽しみ、その証を笑顔で見せてほしい』というメッセージであり、曲自体は淡々としていながら、かつ力感のあるスロー・バラード曲調。前述のJOCとのタイアップを得たものの、一般的注目度は放送局各社の独自タイアップ曲群に一歩を譲る状態と言えた。

## 曲目
1. 笑ってみせてくれ（作詞・作曲：トータス松本・佐橋佳幸・小田和正）演奏時間：約6分20秒
2. 笑ってみせてくれ <Original Demo Version>
3. 笑ってみせてくれ <Instrumental>

### 参加メンバー
- 中孝介（ボーカル）
- 岡平健治（ボーカル）
- 小田和正（ボーカル）
- 佐藤竹善（ボーカル）
- トータス松本（ボーカル）
- 平原綾香（ボーカル）
- 藤井フミヤ（ボーカル）
- BONNIE PINK（ボーカル）
- 松たか子（ボーカル）
- 宮沢和史（ボーカル）
- 佐橋佳幸（ギター・プロデュース）
- 河村”カースケ”智康（ドラム）
- 亀田誠治（ベース）
- 森俊之（ピアノ）
- Dr.kyOn（オルガン：元・BO GUMBOS）
- 三沢またろう（パーカッション）
- 西村浩二（トランペット）
- 山本拓夫（サックス）
- 村田陽一（トロンボーン）
- 望月英樹（プログラミング）